# Il grande amore (film 1939)
Il grande amore (The Old Maid) è un film del 1939 diretto da Edmund Goulding.

## Trama
Ai tempi della Guerra Civile due cugine amano lo stesso uomo che purtroppo morirà durante la guerra. Al termine, una delle due si ritrova con una figlia illegittima, l'altra la soccorrerà adottando la piccola, e la vera madre si rassegnerà a fare la zia...